# (401) Ottilia
(401) Ottilia est un astéroïde de la ceinture principale découvert par Max Wolf le 16 mars 1895.

## Nom
L'objet fut nommé d'après les personnages portant ce prénom, souvent présents dans les légendes germaniques des pays longeant le Rhin et les Vosges.